# Relaciones Laos-México
Las naciones de Laos y México establecieron relaciones diplomáticas en 1976. Ambas naciones son miembros de las Naciones Unidas.

## Historia
Laos y México establecieron relaciones diplomáticas el 9 de septiembre de 1976. Los vínculos se han desarrollado principalmente en el marco de foros multilaterales. 
En noviembre de 2010, el gobierno de Laos envió una delegación de trece miembros para asistir a la Conferencia de las Naciones Unidas sobre el Cambio Climático de 2010 en Cancún, México. En noviembre de 2013, ambas países firmaron un Acuerdo para la Supresión de Visa para Titulares de Pasaportes Diplomáticos y Oficiales.
En 2024, ambas naciones celebraron 48 años de relaciones diplomáticas.

## Misiones diplomáticas
- Laos está acreditado ante México a través de su embajada en Washington D. C., Estados Unidos.[4]
- México está acreditado ante Laos a través de su embajada en Hanói, Vietnam.[5]